# Titularbistum Utimma
Utimma (Dioecesis Utimmensis) ist ein Titularbistum der römisch-katholischen Kirche.
Es geht zurück auf einen untergegangenen Bischofssitz in der gleichnamigen antiken Stadt, die in der römischen Provinz Africa proconsularis (heute nördliches Tunesien) lag. Der Bischofssitz war der Kirchenprovinz Karthago zugeordnet.
| Titularbischöfe von Utimma |                          |                                                |                 |                  |
| Nr.                        | Name                     | Amt                                            | von             | bis              |
| 1                          | Paul-Marie Rousset IdP   | Weihbischof in Lyon (Frankreich)               | 24. Januar 1966 | 23. Februar 1971 |
| 2                          | Jean Rémond              | Weihbischof der Mission de France (Frankreich) | 6. Mai 1975     | 21. Februar 2009 |
| 3                          | Theodorus van Ruijven CM | Apostolischer Vikar von Nekemte (Äthiopien)    | 23. Juli 2009   |                  |